# Лю Вейцзюань
Лю Вейцзюань (нар. 28 лютого 1983) — колишня китайська тенісистка.
Найвищу одиночну позицію світового рейтингу — 490 місце досягла 1 листопада 2004, парну — 442 місце — 4 жовтня 2004 року.
Здобула 1 парний титул туру ITF.
Завершила кар'єру 2006 року.

## Фінали ITF

### Одиночний розряд (0–2)
| Турніри $25,000 |
| Турніри $10,000 |

| Результат | Ранг | Дата           | Турнір              | Покриття   | Суперниця     | Рахунок  |
| Поразка   | 1.   | 2 червня 2002  | Тяньцзінь, КНР      | Тверде (i) | Тонґ Ка-по    | 3–6, 4–6 |
| Поразка   | 2.   | 11 серпня 2002 | Nonthaburi, Таїланд | Тверде     | Дінна Робертс | 4–6, 4–6 |

### Парний розряд (1–1)
| Результат | Ранг | Дата           | Турнір      | Покриття | Партнерка  | Суперниці          | Рахунок            |
| Поразка   | 1.   | 19 травня 2002 | Шанхай, КНР | Тверде   | He Chunyan | Янь Цзи Чжен Цзє   | 2–6, 2–6           |
| Перемога  | 1.   | 28 липня 2002  | Чифен, КНР  | Ґрунт    | He Chunyan | Liu Jingjing Юй Їн | 3–6, 6–2, 7–6(7–4) |